# Местен вид
Местен вид в биогеографията за даден регион или екосистема е вид, за когото присъствието му в този регион е резултат само от местна естествена еволюция (макар и често популяризирана като „без човешка намеса“) през историята. Терминът е еквивалентен на концепцията за автохтонни видове. Див организъм (за разлика от опитомен организъм) е известен като интродуциран вид в регионите, където е въведен по антропогенен път. Ако въведен вид причинява значителни екологични и/или икономически щети, той може да се разглежда по-конкретно като инвазивен вид.
Понятието за местни видове е често замъглено, тъй като е функция както на времето, така и на политическите граници. В продължение на дълги периоди от време местните условия и миграционните модели непрекъснато се променят, докато тектоничните плочи се движат, съединяват и разделят. Естественото изменение на климата (което е много по-бавно от изменението на климата, причинено от човека) променя морското равнище, ледената покривка, температурата и валежите, предизвиквайки преки промени в обитаемостта и непреки промени чрез присъствието на хищници, конкуренти, източници на храна и дори нивата на кислород . Видовете се появяват естествено, възпроизвеждат се и оцеляват или изчезват и тяхното разпространение рядко е статично или ограничено до определено географско местоположение. Освен това разграничението между местни и неместни като обвързано с местно събитие през историческите времена е критикувано като лишено от перспектива и е направен случай за по-степенни категоризации като тази на праисторическите местни жители, които са се появили в даден регион по време на праисторията но оттогава претърпяват локално изчезване там поради човешко участие.
Местен вид на дадено място не е непременно и ендемичен за това местоположение. Ендемичните видове се срещат изключително на определено място. Местен вид може да се среща в райони, различни от разглеждания. Термините ендемичен и роден също не означават, че даден организъм непременно първо е възникнал или еволюирал там, където се намира в момента.